# Liszkófalu
Liszkófalu (szlovákul Lisková) község Szlovákiában, a Zsolnai kerület Rózsahegyi járásában.

## Fekvése
Rózsahegytől 5 km-re keletre, a Vág jobb partján fekszik.

## Története
A falu területén már a kőkorszakban is éltek emberek. Barlangjaiban és a Mních hegyen kőszerszámokat, a bükki és a vonaldíszes kultúra leleteit találták meg. A bronzkorból a lausitzi és a puhói kultúra emlékei kerültek itt elő.
A települést 1252-ben „Lysk” néven a turóci konvent alapítólevelében említik először, mint Szliács szomszédságában lévő települést. A likavai uradalom része volt. 1391-ben „Lizkfalva” néven szerepel. Gótikus temploma a 14. században épült. Egyházi iskoláját 1551-ben említik. 1600 körül egyike volt a likavai uradalom legnagyobb településeinek. 1625-ben 30 jobbágy, 62 zsellércsalád lakta és uradalmi major volt a területén. A 18. században is jelentős település 1000 lakossal, akik földműveléssel, tutajozással, posztószövéssel, csipkeveréssel, kőfejtéssel és sörfőzéssel foglalkoztak. 1784-ben 109 házát és 931-en lakták.
A 18. század végén Vályi András így ír róla: „LISZKOVA. Tót falu Liptó Várm. földes Ura a’ K. Kamara, lakosai katolikusok, fekszik Lipcséhez, és Rózemberghez egy órányira, határja Vág vize mellett fekszik, gyakorta áradásokat szenyvednek, legelője elég, és hasznos; földgye termékeny.”
1828-ban 187 háza és 1423 lakosa volt.
Fényes Elek 1851-ben kiadott geográfiai szótárában így ír a faluról: „Liszkófalva, tót f., Liptó vmegyében, a Vágh jobb partján: 1276 kath., 147 evang. lak. Kath. paroch. templom. A Vágh mellékén termékeny földe van; erdeje roppant, mellynek hegyében barlangot is mutathat. F. u. a kamara. Ut. posta Rosenberg.”
1920-ig Liptó vármegye Rózsahegyi járásához tartozott.
1945-ben a németek 25 lakost végeztek ki ellenállási tevékenység miatt.

## Népessége
| Év:            | 1994. | 2004.   | 2014.   | 2024.   |
| -------------- | ----- | ------- | ------- | ------- |
| Emberek száma: | 2106  | 2127    | 2117    | 1999    |
| Eltérés:       |       | +0,99 % | -0,47 % | -5,57 % |

| Év:            | 2023. | 2024.   |
| -------------- | ----- | ------- |
| Emberek száma: | 2010  | 1999    |
| Eltérés:       |       | -0,54 % |

1910-ben 1543, túlnyomórészt szlovák anyanyelvű lakosa volt.
2001-ben 2126 lakosából 2103 szlovák volt.
2011-ben 2086 lakosából 2031 szlovák volt.

## Nevezetességei
- Az Urunk Színeváltozása tiszteletére szentelt római katolikus plébániatemploma 1935–36-ban épült az egykori gótikus templom helyére.
- A Liszkófalvi barlang egyike Szlovákia legjelentősebb barlangjainak.

## Híres személyek
- Itt született 1867-ben dr. Vavro Šrobár író, a szlovák nemzeti mozgalom harcosa, csehszlovák miniszter. Szülőháza helyén emléktábla áll.
- Itt hunyt el Jozef Šašinka (1891-1945) építész.

## Külső hivatkozások
- Hivatalos oldal
- Liszkófalu Szlovákia térképén
- Községinfó
- E-obce.sk Archiválva 2007. november 3-i dátummal a Wayback Machine-ben